# Červený Kostelec
Červený Kostelec (německy Rothkosteletz) je město v okrese Náchod v Královéhradeckém kraji v severovýchodních Čechách. Leží v Podorlické pahorkatině na potoce Olešnici. Má přibližně 8 300 obyvatel.

## Historie

### První zmínka o Červeném Kostelci
Existenci osady Kostelce prvně zmiňuje konfirmační kniha pražské diecéze z 22. srpna 1362. Podle ní měla již v této době osada farní kostel.
| „                                   | Se souhlasem Mikuláše, řečeného Pískle, rytíře z Rotenburku, patrona kostela v Kostelci, a Nýče, rytíře ze Starých Buků, patrona kostela ve Starých Bukách, dochází ke vzájemné výměně plebána Hrzka ze Starých Buků a plebána Heřmana, plebána v Kostelci. | “ |
| — Konfirmační kniha, 22. srpen 1362 | |   |

### Významné skutečnosti
11. srpna 1831 přeskočila jiskra z neopatrně hlídaného ohně a vyhořelo 65 domů včetně fary, kostela, zvonice a kostnice.
Od listopadu 1837 do 30. dubna 1838 v Červeném Kostelci žila česká spisovatelka Božena Němcová. Nastěhovala se sem s manželem hned po svatbě. Nachází se zde také muzeum v domku, v němž Božena Němcová žila. V zahradě muzea stojí pomník Viktorie Židové, jejíž osud byl inspirací pro postavu Viktorky v Babičce. Ostatky Viktorie Židové jsou uloženy na místním hřbitově.
V neděli 11. července 1926 navštívil Červený Kostelec první prezident Československa Tomáš Garrigue Masaryk. Po přivítání starostou Františkem Novákem si prohlédl nové městské divadlo.
V roce 1995 zde byl otevřen první hospic v České republice.

## Pamětihodnosti
- Kostel svatého Jakuba Většího na náměstí
- Hřbitovní kaple sv. Cyrila a Metoděje z roku 1865
- Krucifix u Devíti křížů, u lesa Krákorky
- Pomník obětem 1. a 2. světové války[5]
- Pomník vysílačky Libuše
- Pomník obětem 2. světové války v Končinách
- Tovární mrakodrap bývalé Textilní akciové společnosti z konce dvacátých let 20. století

## Části města
- Červený Kostelec
- Bohdašín
- Horní Kostelec
- Lhota za Červeným Kostelcem
- Mstětín
- Olešnice
- Stolín

## Kultura

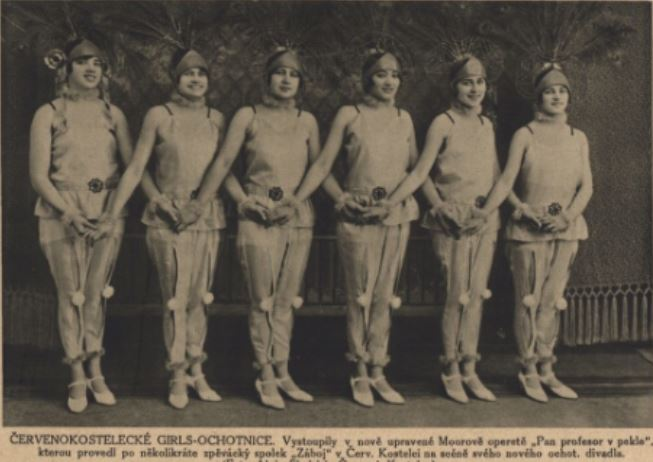
Ochotnický soubor Záboj, Červený Kostelec 1928

Ochotnické divadlo se v Červeném Kostelci hrálo již v roce 1809. Nejvýznamnější byl Spolek divadelních ochotníků, který byl založen v roce 1864 a zanikl 2009. Od té doby je součástí Divadla Na tahu. V období mezi světovými válkami působil v Červeném Kostelci též amatérský pěvecký soubor Záboj, který se též divadlu věnoval.
Ve městě se každé léto koná mezinárodní folklórní festival (MFF), nejvýznamnější kulturní akce svého druhu v Královéhradeckém kraji. Jde o jeden z nejstarších festivalů v Česku; jeho počátky sahají do prvé poloviny 50. let 20. století. Díky své kvalitní organizaci a účasti špičkových zahraničních souborů byl zařazen mezi hlavní festivaly, pořádané pod patronací Mezinárodní organizace lidového umění IOV (statut B v UNESCO).
Ve městě se nachází Knihovna Břetislava Kafky, pojmenovaná po místním rodáku Břetislavu Kafkovi.

## Osobnosti
- Gustav Vacek (1821–1894), akademický malíř
- Odon Keyzlar (1880–1963), jeden z prvních výrobců fotoaparátů v prvorepublikovém Československu
- Augustin Bartoš (1888–1969), pedagog, druhý ředitel Jedličkova ústavu
- Břetislav Kafka (1891–1967), sochař, řezbář, hypnolog, léčitel a badatel v oblasti parapsychologie
- Jan Kratochvíl (1898–1975), generál, účastník prvního a druhého odboje[11][12]
- Jindřich Křeček (1909–1979), malíř, grafik, krajinář, portrétista, karikaturista a publicista, účastník zahraničního odboje
- Rudolf Mertlík (1913–1985), klasický filolog, překladatel a spisovatel
- Lumír Čivrný (1915–2001), básník, prozaik, překladatel a politik
- Martin Růžek (1918–1995), herec a divadelní režisér
- Viktor Kalabis (1923–2006), hudební skladatel, hudební redaktor a muzikolog
- Václav Nývlt (1930–1999), scenárista a dramaturg
- Zvonimír Šupich (1930–1992), sportovní novinář
- Antonín Hepnar (* 1932), designér, výtvarný umělec, sochař, interiérový architekt a dřevosoustružník
- Zdeněk Fajfer (1938–2019), fotbalový trenér
- Lenka Bobková (* 1947), historička
- Jiří Hanuš (* 1948), politik
- Milan Hruška (* 1959), politik

Karel Sedláček (* 1979), profesionální šipkař

## Partnerská města
- Küsnacht, Švýcarsko
- Uchte, Německo
- Warrington, Spojené království
- Ząbkowice Śląskie, Polsko

## Zajímavosti
V lomu u Devíti křížů v blízkosti města byly v 90. letech 20. století (a později v Praze v roce 2010, kam byl kámen z lomu dovezen) objeveny již dva pravděpodobně dinosauří otisky fosilních stop, pocházející z období pozdního triasu (asi před 220 až 200 miliony let). Otisky ze sedimentů bohdašínského souvrství patřily menším, vývojově primitivním dinosaurům (nebo jejich blízkým příbuzným), dosahujícím délky asi 2 až 3 metrů a hmotnosti několika desítek kilogramů.

## Galerie

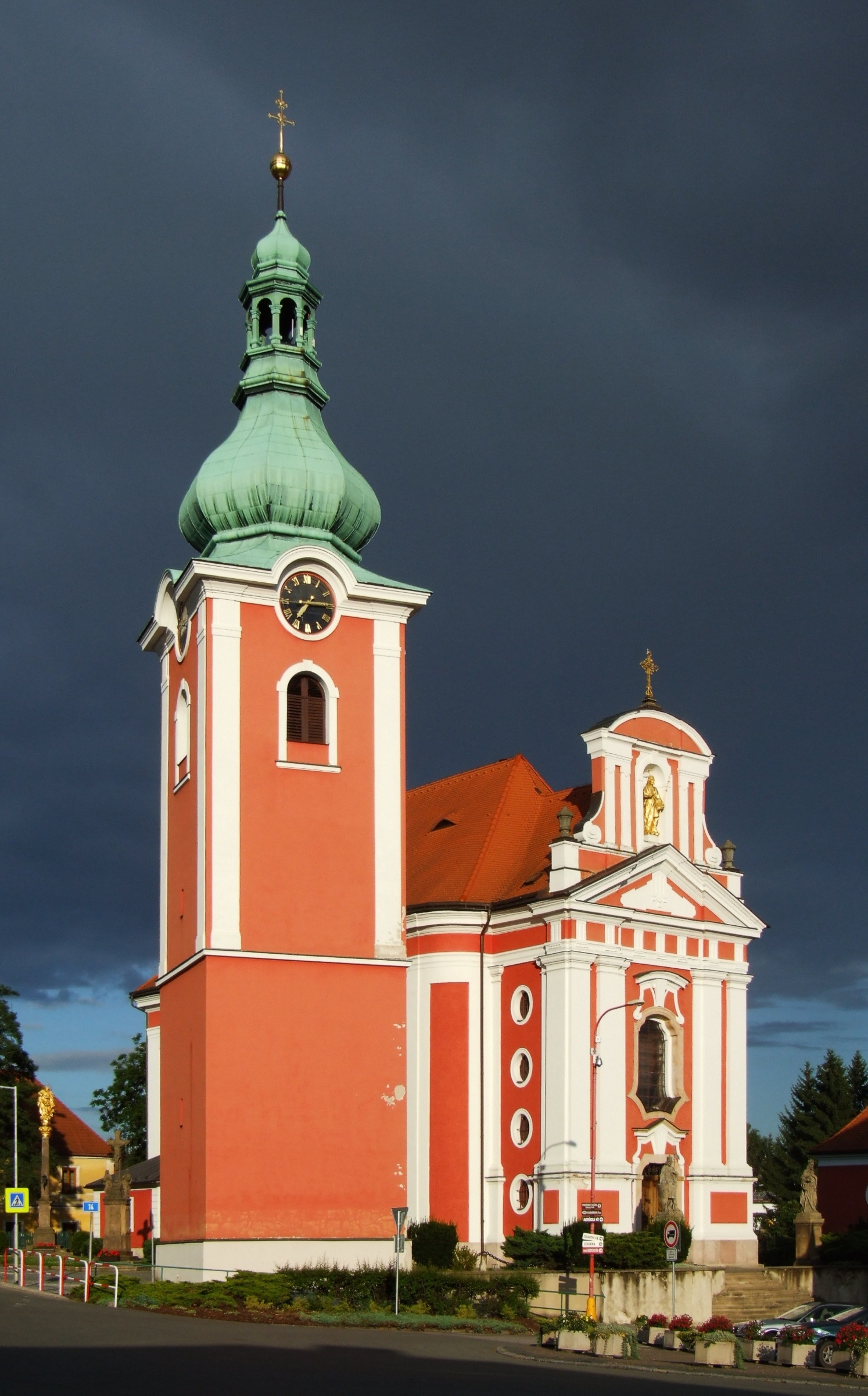
Kostel svatého Jakuba Většího
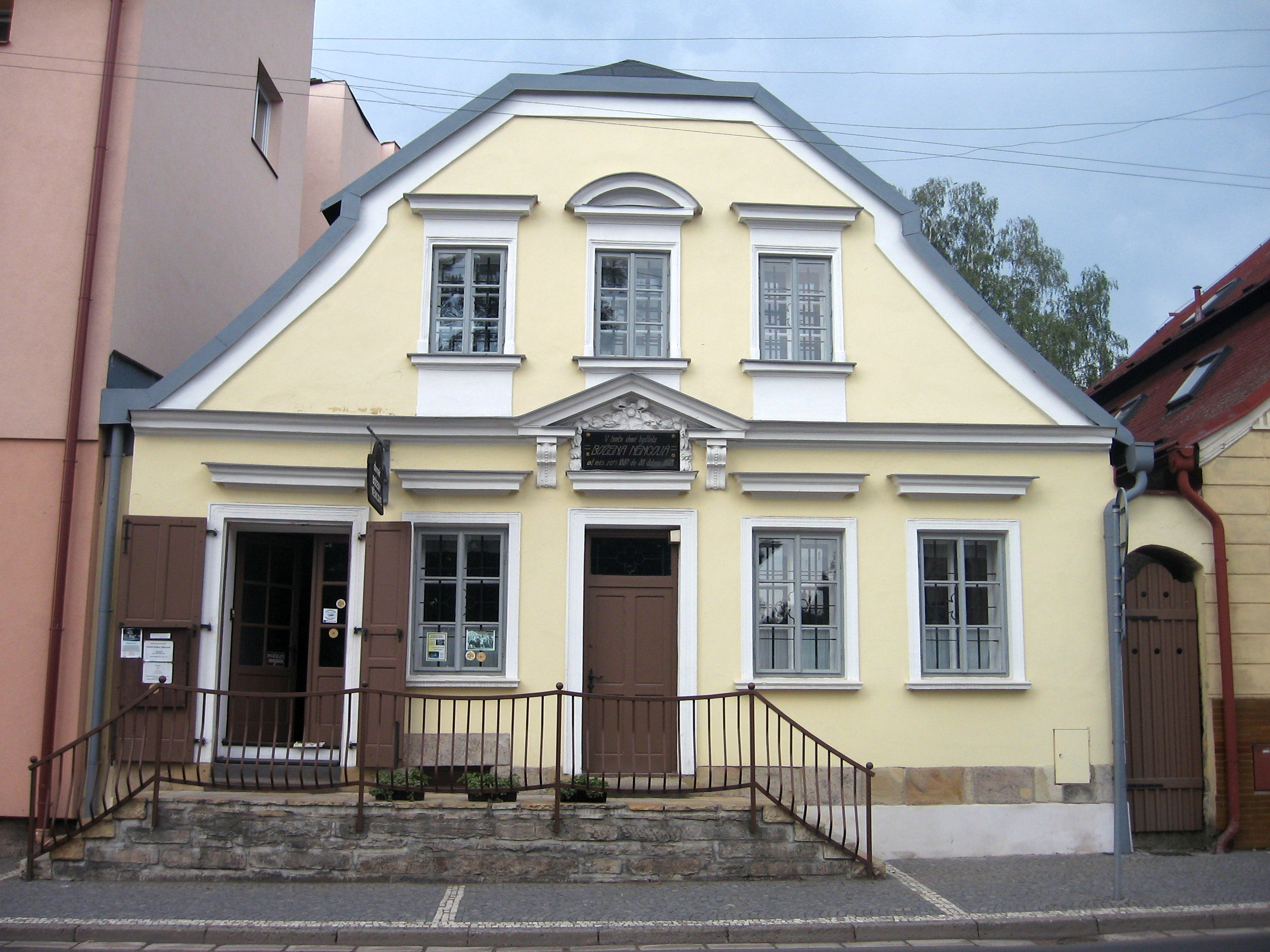
Dům Boženy Němcové
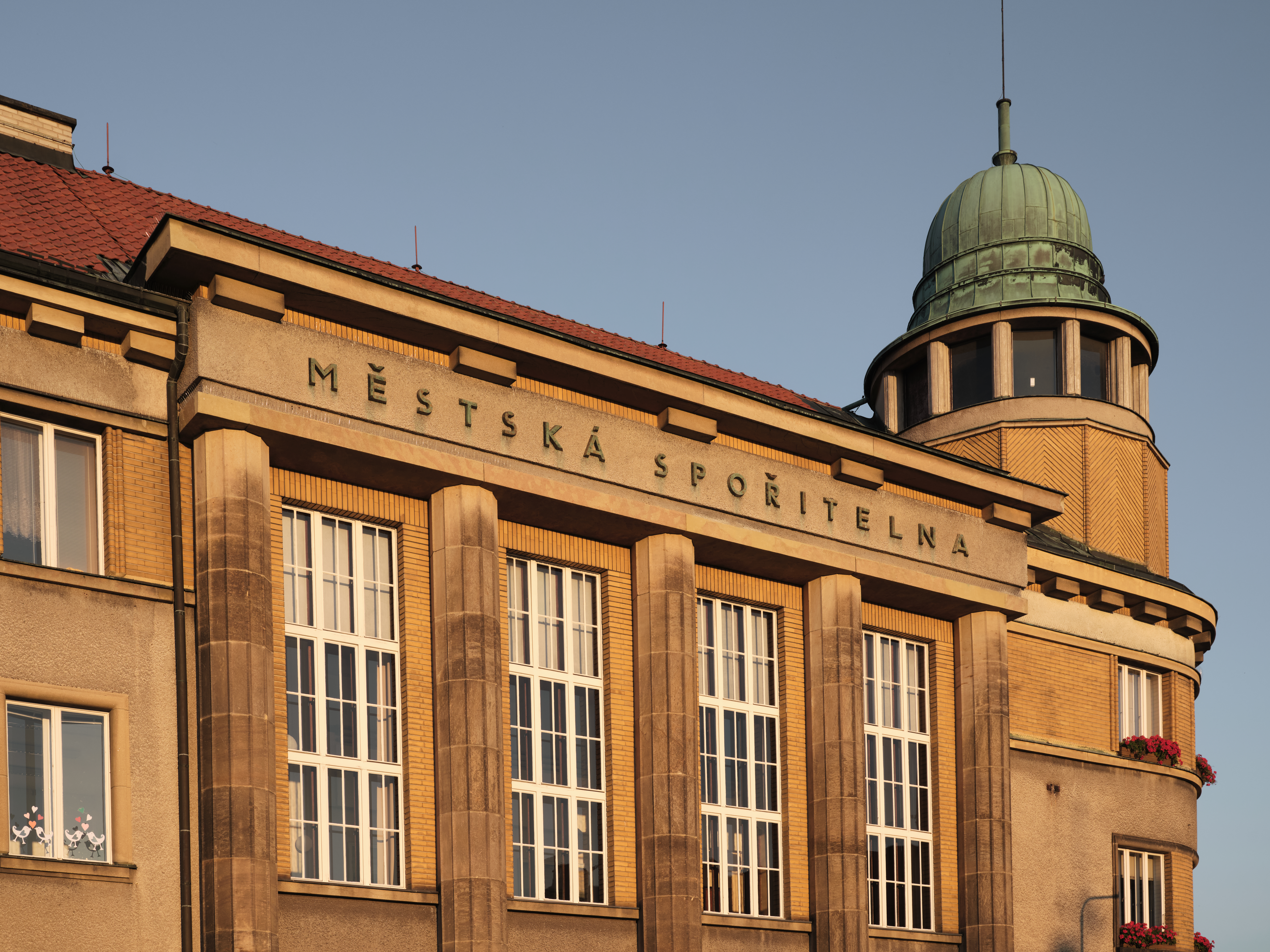
Městská spořitelna (Jindřich Freiwald)
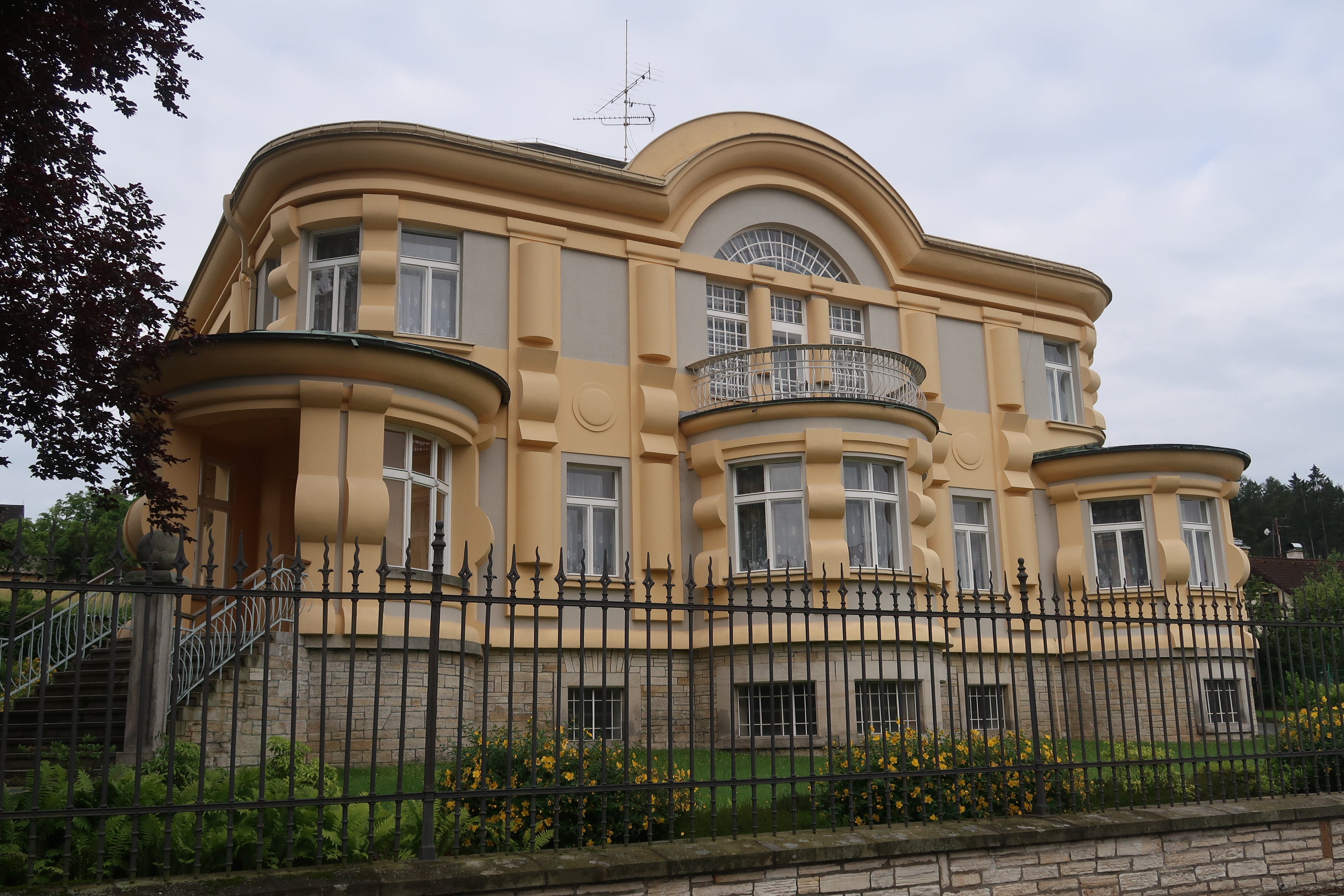
Budova základní umělecké školy (Keyzlarova vila, architekt Josef Gočár, 1923–1924)
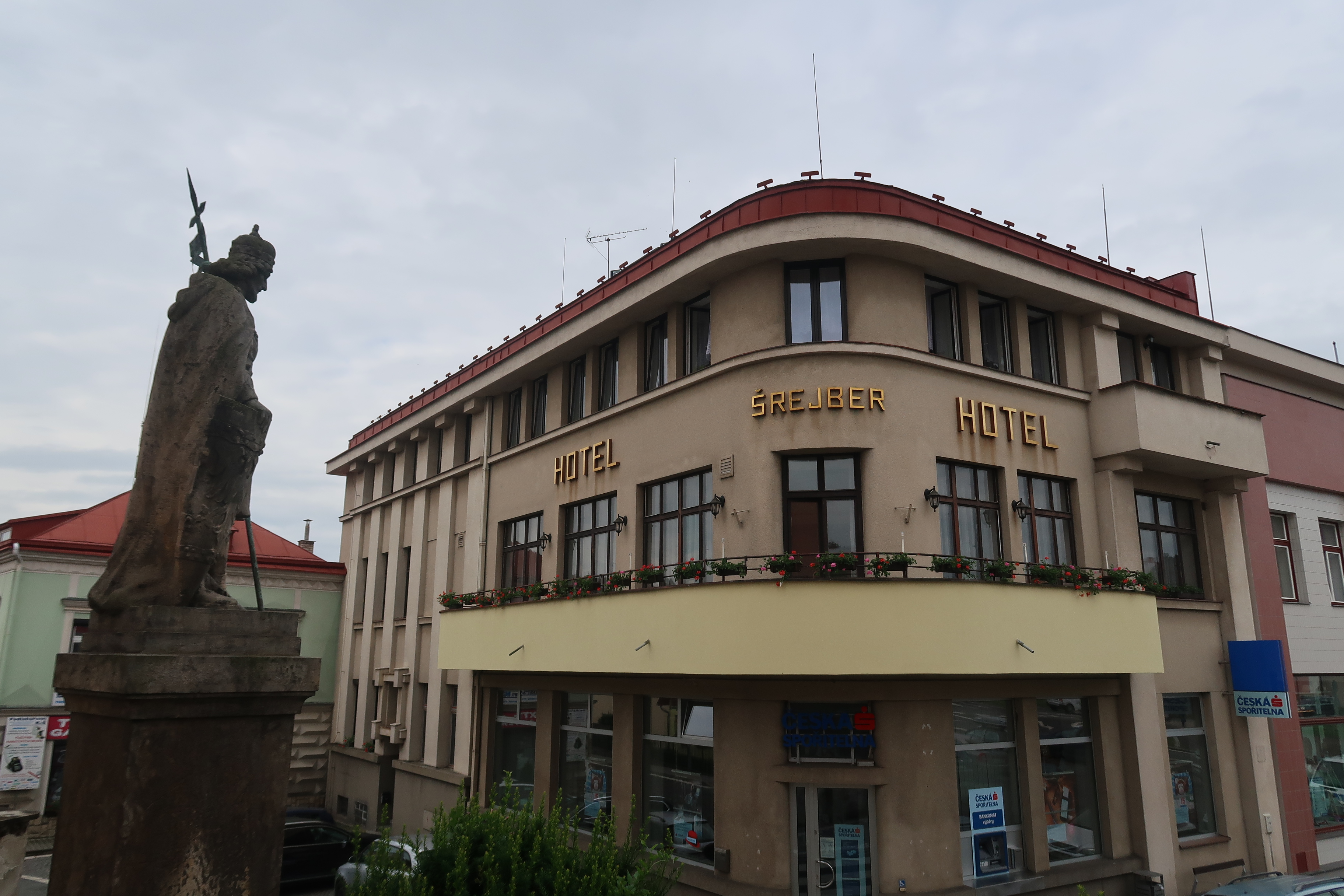
Hotel Šrejber na náměstí
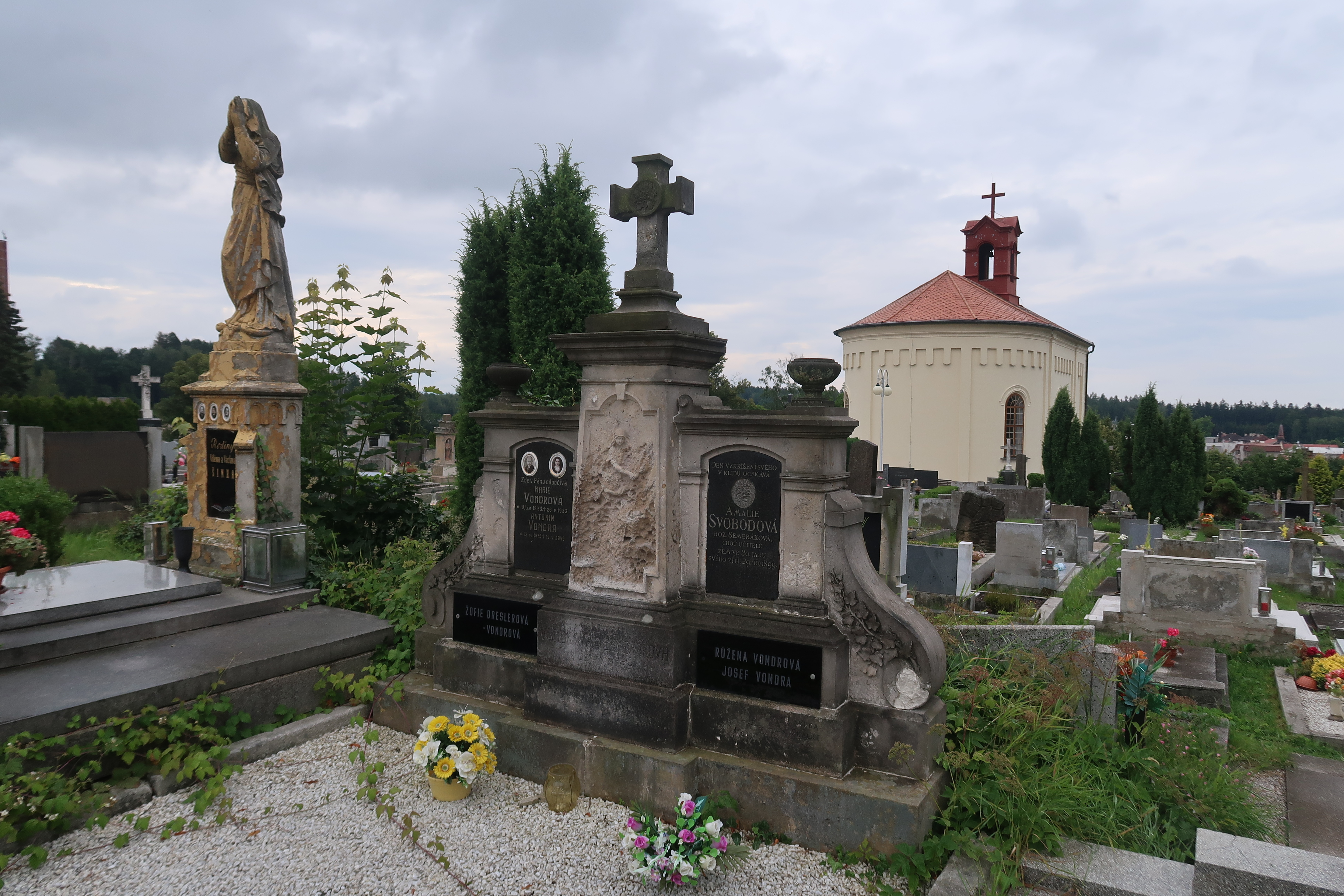
Hřbitov s kaplí sv. Cyrila a Metoděje
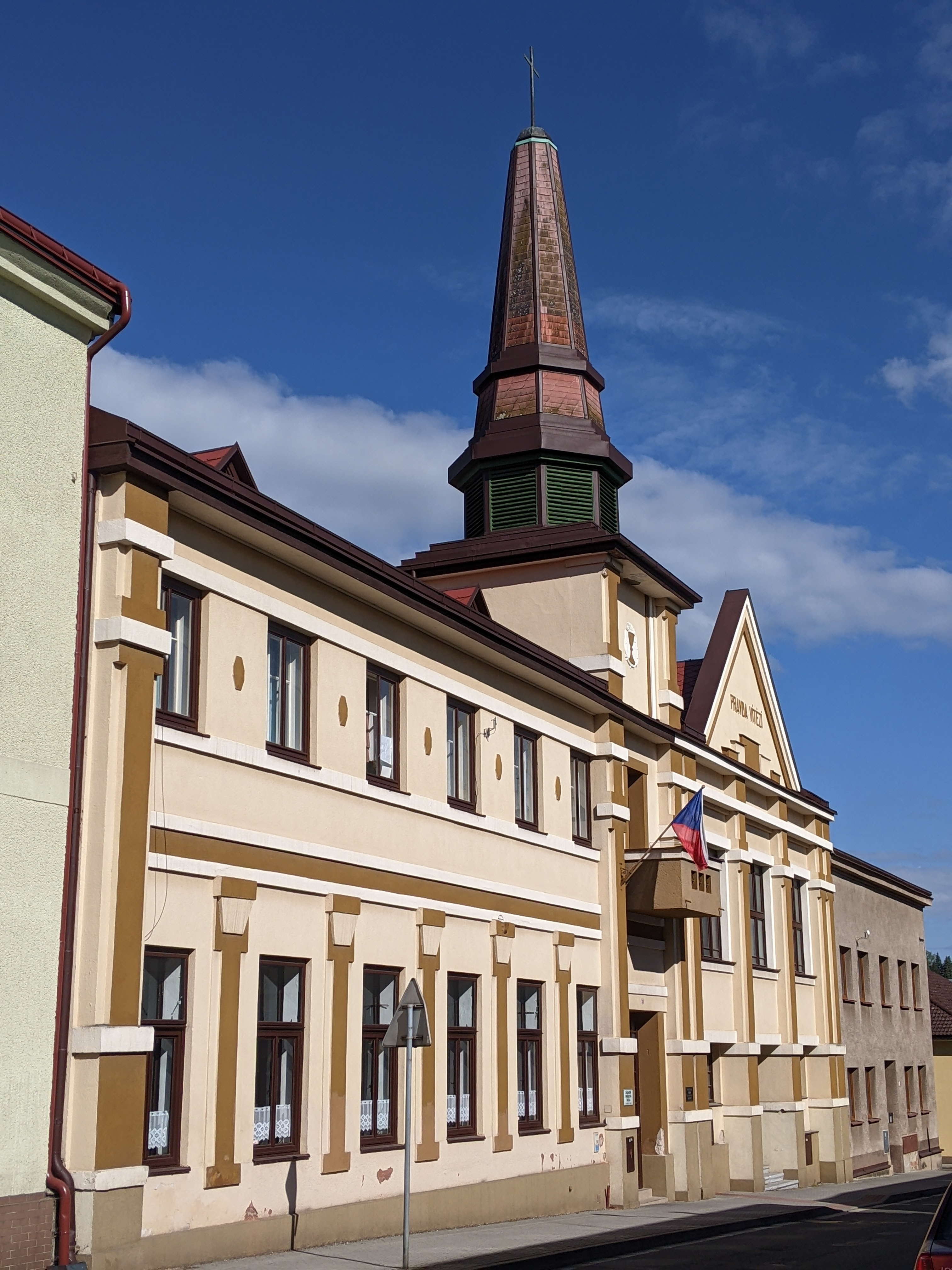
Žižkův sbor CČSH
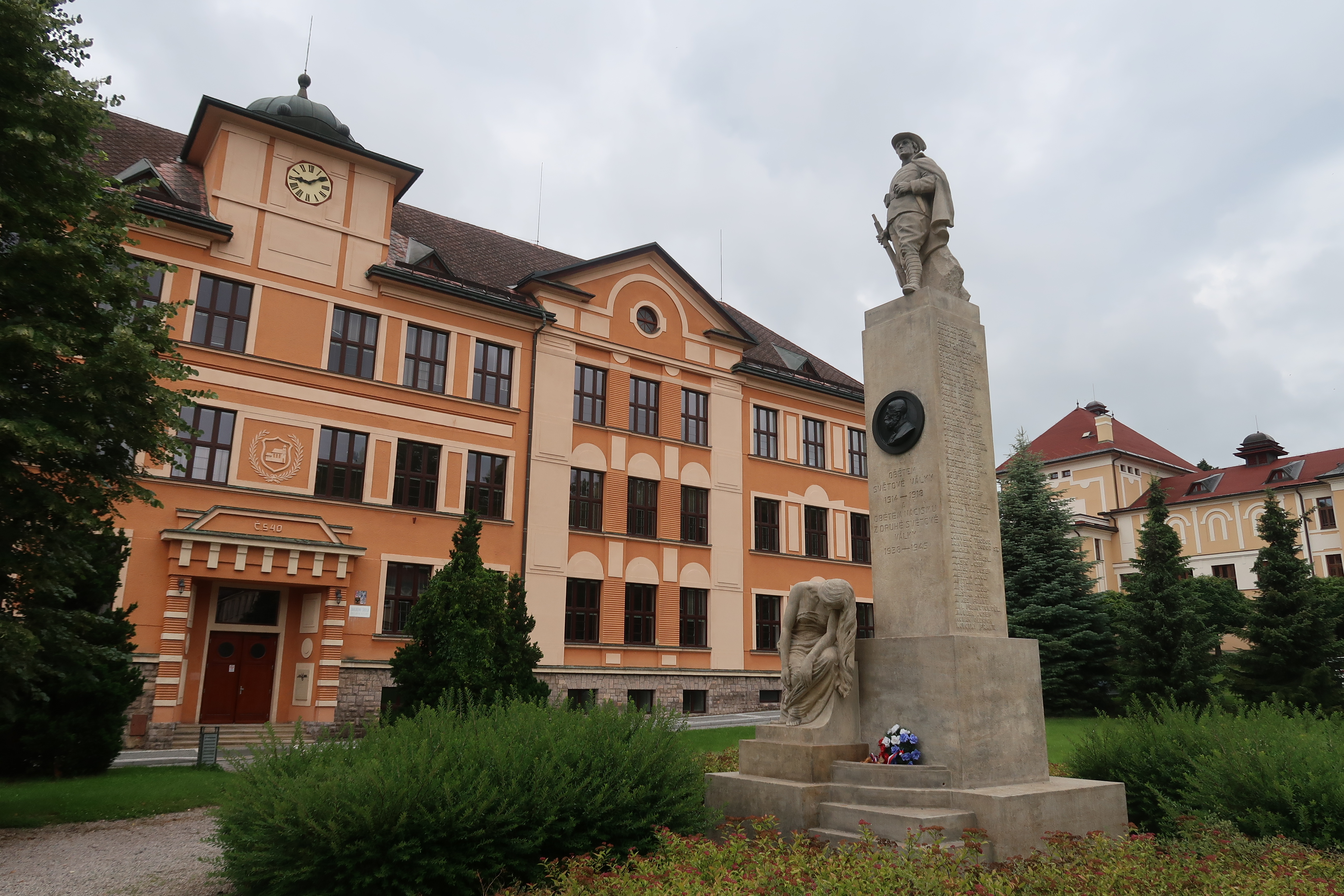
Pomník obětem 1. světové války před základní školou
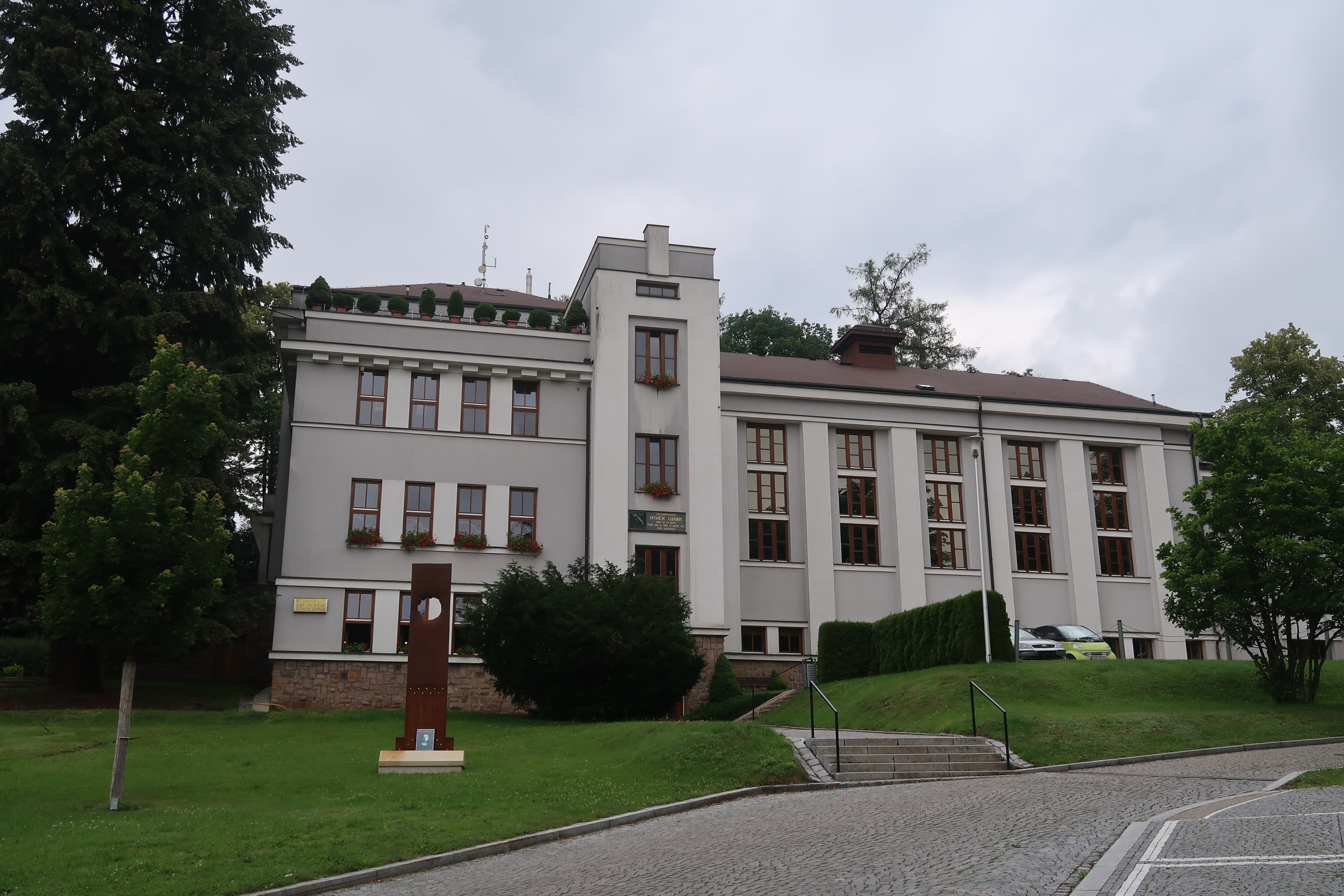
Sokolovna z roku 1930
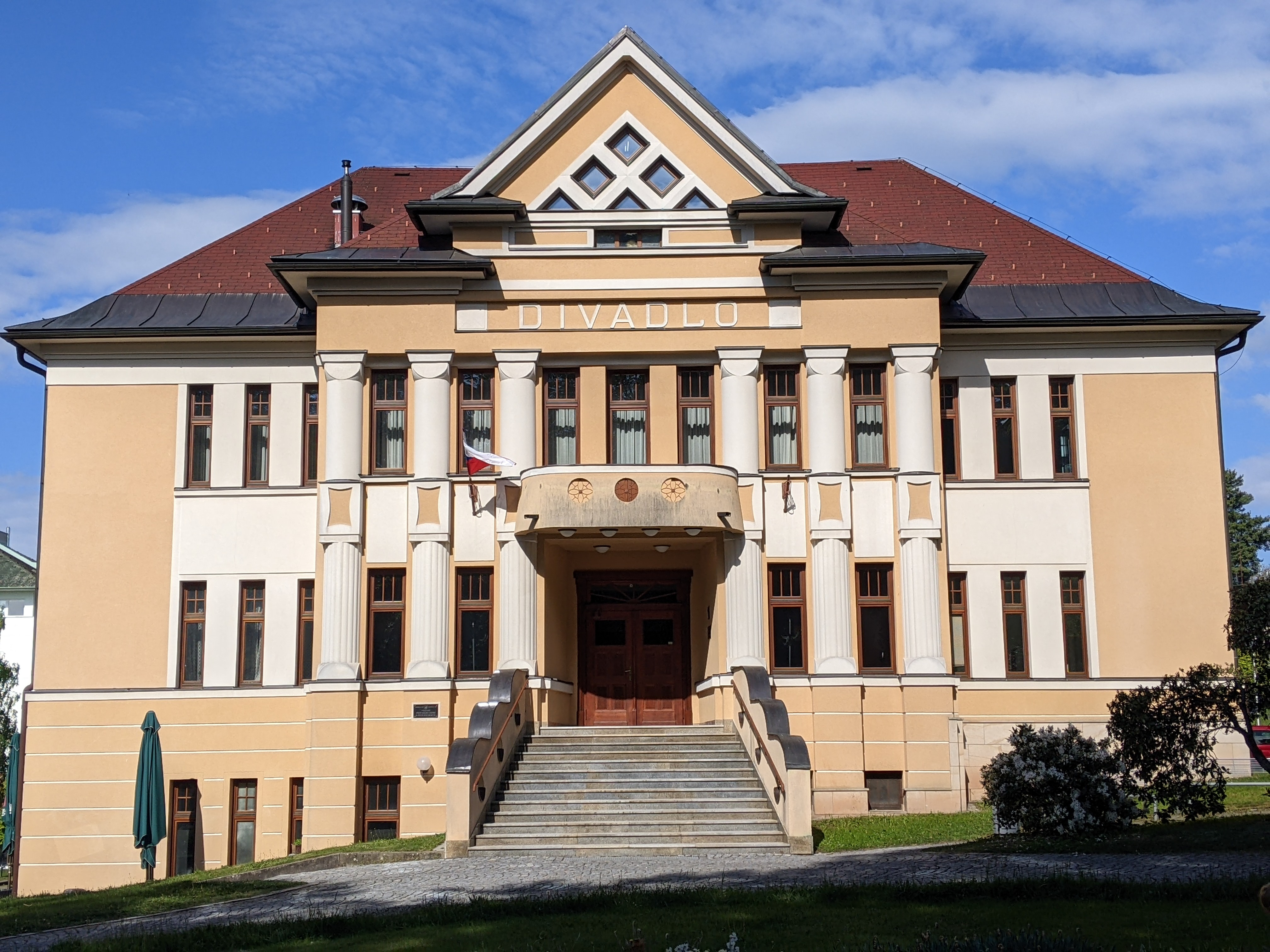
Divadlo J. K. Tyla z roku 1925
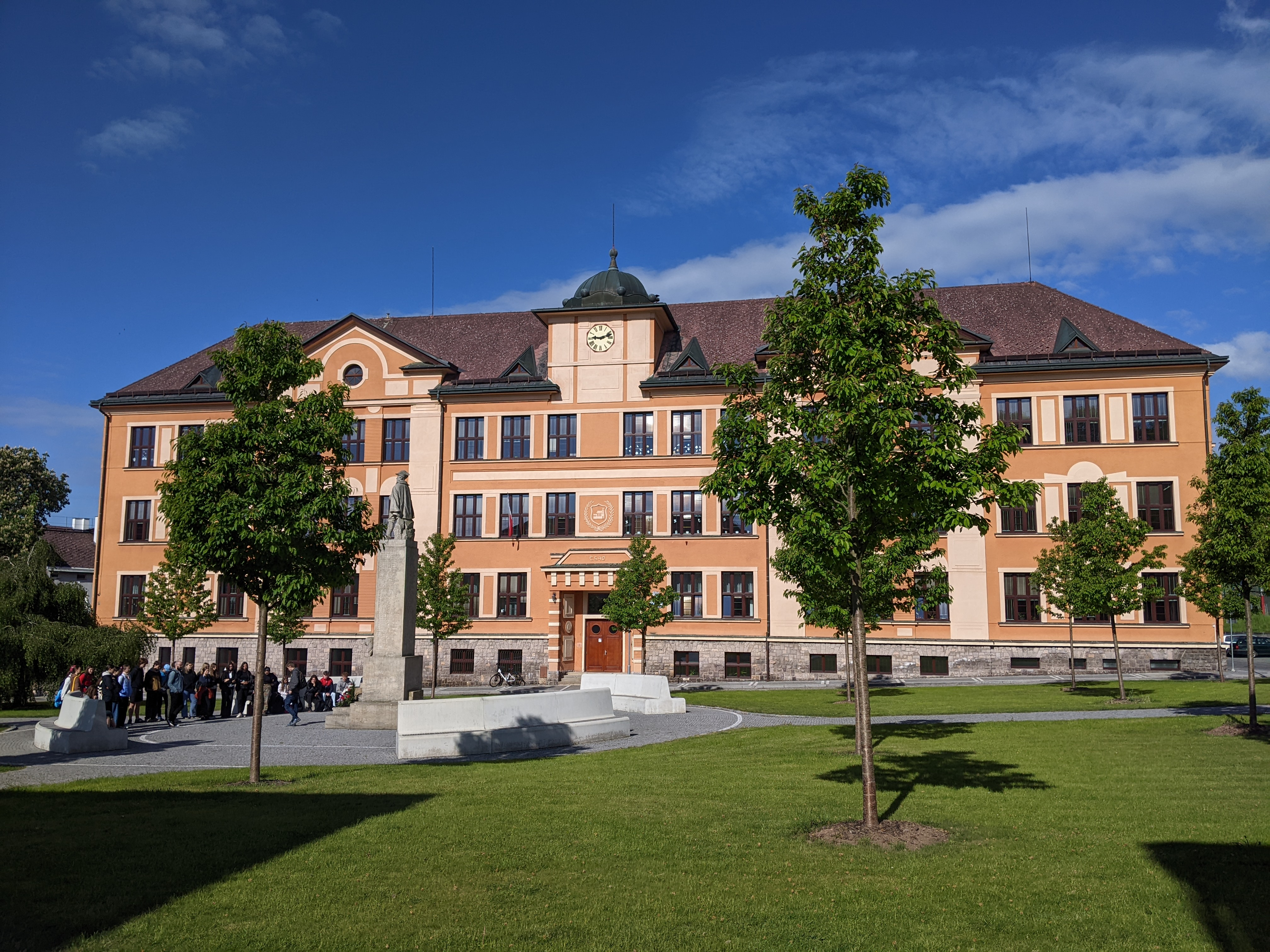
Základní škola V. Hejny
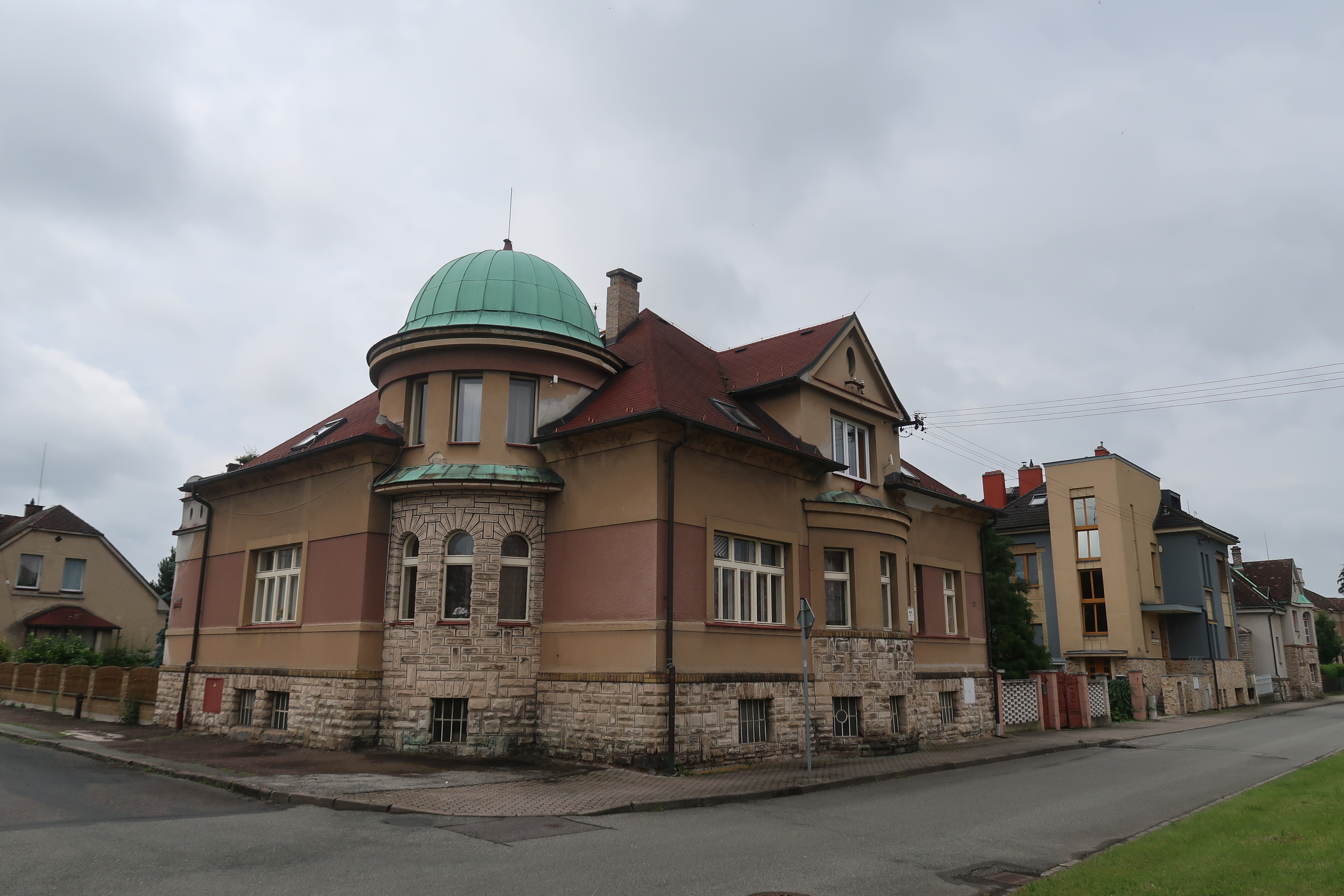
Vily v Palackého ulici
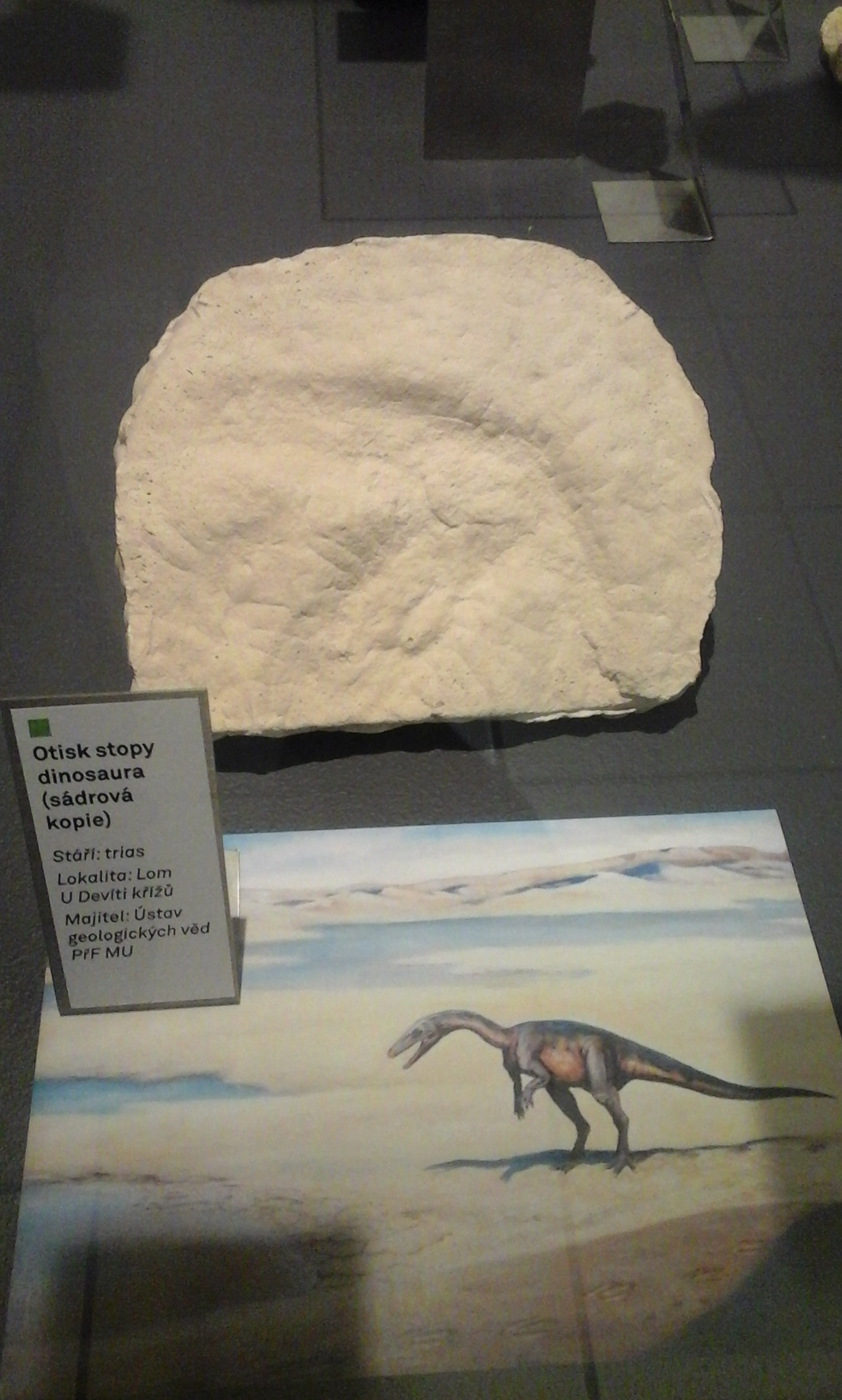
Replika fosilní stopy pravděpodobného dinosaura z lomu u U Devíti Křížů západně od města